# Ingmar De Poortere
Ingmar De Poortere (Gent, 27 mei 1984) is een Belgisch voormalig wielrenner. Hij was vooral actief op de piste, waar hij op de wereldkampioenschappen van 2010 samen met Steve Schets brons behaalde in de ploegkoers. De Poortere stopte eind 2012 met wielrenner wegens een aanslepende rugblessure.

## Carrière
De Poortere kende succes in verschillende disciplines van het baanwielrennen. Een hoogtepunt werd de bronzen medaille in de ploegkoers op de wereldkampioenschappen van 2010 in Denemarken. In de puntenkoers haalde hij er toen een 5de plaats. Eind 2009 werden door het IOC de ploegkoers en puntenkoers geschrapt van de olympische kalender. Met het oog op een olympische selectie legde De Poortere zich daarna toe op de ploegenachtervolging. Hij hielp de Belgische ploeg mee een selectie te verzekeren voor de Olympische Spelen van 2012 in Londen, maar door aanhoudende rugklachten werd hij uiteindelijk niet geselecteerd voor de spelen. Uiteindelijk besliste hij wegens de terugkerende blessure om te stoppen met wielrennen.

## Palmares

### Piste
| Jaar         | BK                                                                                           | EK           | WK           | Overig                                                 |
| Nieuwelingen | Nieuwelingen                                                                                 | Nieuwelingen | Nieuwelingen | Nieuwelingen                                           |
| ------------ | -------------------------------------------------------------------------------------------- | ------------ | ------------ | ------------------------------------------------------ |
| 2000         | Puntenkoers · omnium                                                                         |              |              |                                                        |
| Junioren     |                                                                                              |              |              |                                                        |
| 2001         | Ploegkoers · achtervolging · ploegensprint · puntenkoers                                     |              |              |                                                        |
| Elite        |                                                                                              |              |              |                                                        |
| 2004         | omnium                                                                                       |              |              |                                                        |
| 2005         | ploegkoers                                                                                   |              |              |                                                        |
| 2006         | Ploegenachtervolging · Achtervolging · Derny                                                 |              |              |                                                        |
| 2007         | Ploegenachtervolging · Scratch                                                               |              |              |                                                        |
| 2008         | Ploegenachtervolging · Achtervolging · Ploegkoers                                            |              |              |                                                        |
| 2009         | Ploegenachtervolging · Achtervolging · Ploegkoers                                            |              |              | Wereldbeker Cali: 1ste in ploegkoers (met Tim Mertens) |
| 2010         | Puntenkoers · Ploegkoers · Ploegenachtervolging · Omnium · Achtervolging · Derny · Kilometer |              | Ploegkoers   |                                                        |
| 2011         | Puntenkoers · Ploegenachtervolging · Ploegkoers · Scratch · Achtervolging · Omnium           |              |              |                                                        |
| 2012         | Ploegkoers · Achtervolging                                                                   |              |              |                                                        |

### Weg
2006
1e etappe Ronde van Antwerpen